# Rosulabryum
Rosulabryum là một chi rêu trong họ Bryaceae.